# Андрейцевка
Андре́йцевка — деревня в Большесельском сельском поселении Большесельского района Ярославской области.

## Население
По данным статистического сборника «Сельские населенные пункты Ярославской области на 1 января 2007 года», в деревне Андрейцевка не числится постоянных жителей.  По топокарте на 1973 год в деревне проживало 3 человека .

## География
Деревня расположена к югу от районного центра Большое село, на удалении около 3 км от правого восточного берега реки Молокша, левого притока Юхоти. По этому берегу Молокши проходит дорога к районному центру Большое Село, удалённая от Андрейцевки на 2,5 км. К этой дороге от Андрейцевки идёт просёлочная дорога через деревню Противье. Деревня стоит на окружённом лесами поле, протянувшемся на 3 км с севера на юг и на 1 км с востока на запад. На небольшом расстоянии к югу от Андрейцевки на этом поле стоит деревня Симоново. К северу от деревни протекает небольшой ручей, правый приток Молокши, за которым стоит деревня Афанасово. Это поле расположилось на возвышенности, спускающейся к западу к Молокше, в восточном направлении к истоку текущей на юг реки Могза из бассейна реки Которосль .